# Platychauliodes pusillus
Platychauliodes pusillus är en insektsart som först beskrevs av Robert McLachlan 1867.
Platychauliodes pusillus ingår i släktet Platychauliodes och familjen Corydalidae. Inga underarter finns listade i Catalogue of Life.